# Hippobroma longiflora
Hippobroma longiflora är en klockväxtart som först beskrevs av Carl von Linné, och fick sitt nu gällande namn av George Don jr. Hippobroma longiflora ingår i släktet Hippobroma och familjen klockväxter. Inga underarter finns listade i Catalogue of Life.

## Bildgalleri

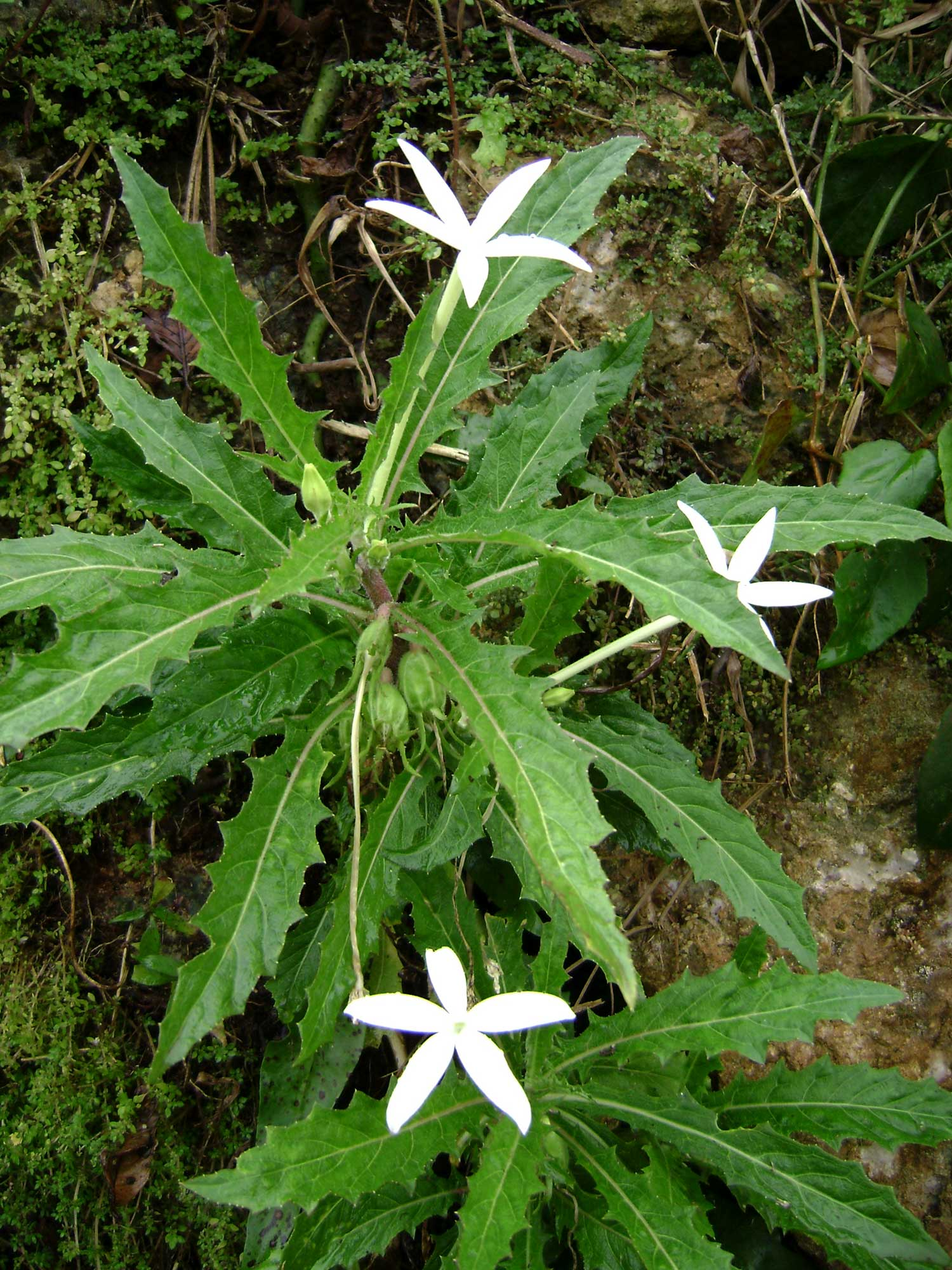
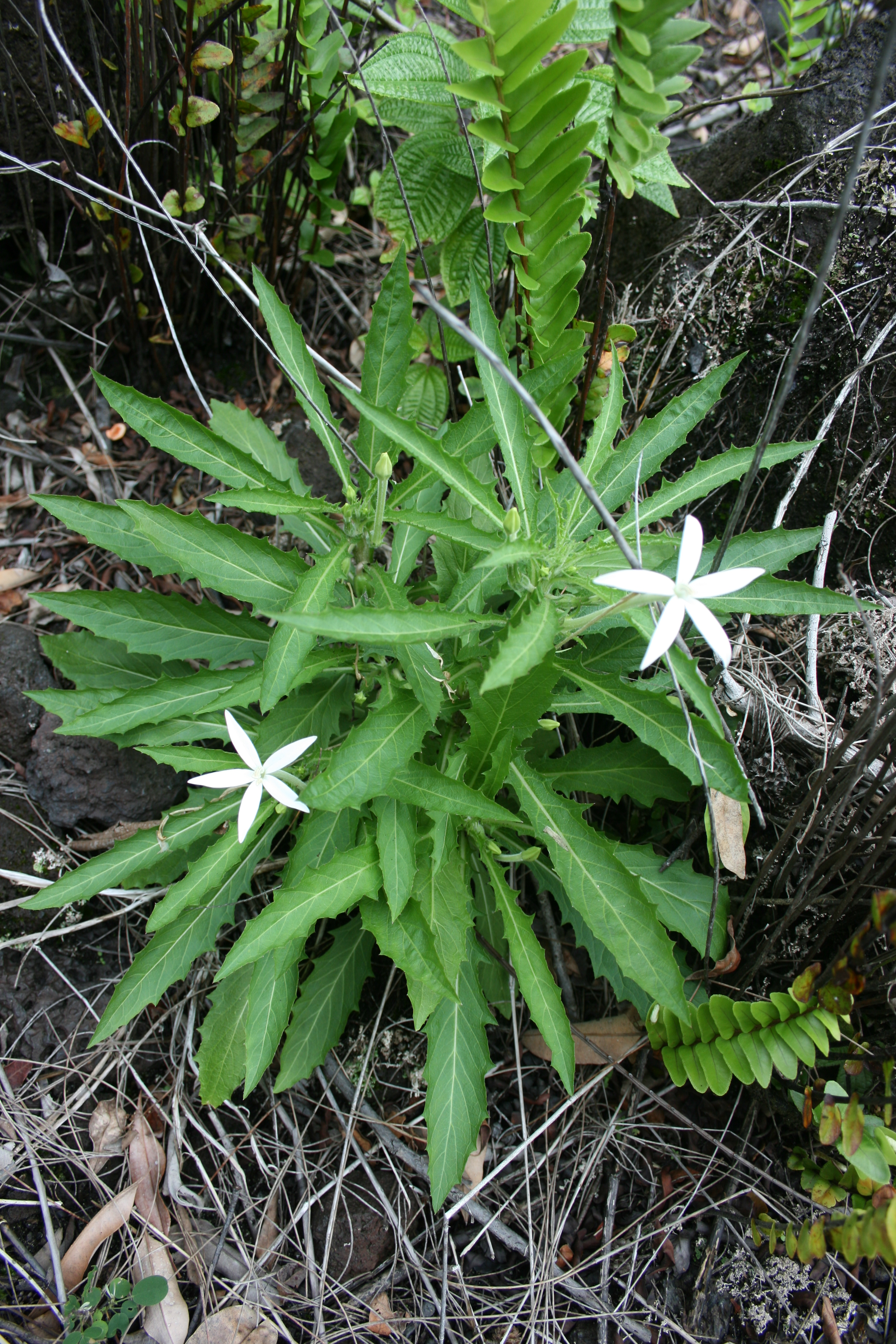